# Episodi di Valeria medico legale (seconda stagione)
La seconda e ultima stagione della serie televisiva Valeria medico legale, composta da 4 episodi, è stata trasmessa su Canale 5 dal 28 marzo al 18 aprile 2002.
| nº | Titolo episodio         | Prima TV Italia |
| -- | ----------------------- | --------------- |
| 1  | Bentornata Valeria      | 28 marzo 2002   |
| 2  | Una mamma per Valeria   | 4 aprile 2002   |
| 3  | Buon compleanno Valeria | 11 aprile 2002  |
| 4  | Un angelo per Valeria   | 18 aprile 2002  |

## Bentornata Valeria
Valeria torna dagli Stati Uniti e riprende il suo incarico presso la sezione omicidi, trovandosi a collaborare ancora una volta con il commissario Luca Leoni, suo ex marito, per il quale nutre dei sentimenti contrastanti.
La donna, seppure con la mente rivolta ad una proposta lavorativa dell’università di Philadelphia, si troverà a fronteggiare uno spinoso caso internazionale. Si tratta del tentativo di omicidio del re dello Yamake, giunto in Italia per siglare un accordo petrolifero e vittima di un complotto che vede persino il coinvolgimento dei servizi segreti.

## Una mamma per Valeria
Un duplice omicidio sconvolge la città: l’avvocato Guinzelli e la moglie del ricco professor Baraldi, entrambi abitanti dello stesso palazzo, vengono barbaramente uccisi. La dottoressa è chiamata ad indagare, ma un dramma turba le indagini. La principale sospettata del crimine, difatti, è una senzatetto, la cui identità corrisponde proprio a quella della madre di Valeria, deceduta però anni fa. La sospettata, in preda ad un’amnesia, non riesce a ricordare il motivo della sua presenza sulla scena del delitto con la pistola in mano. 

## Buon compleanno Valeria
Nel giorno del proprio compleanno, Valeria si ritrova ad indagare su un’organizzazione criminale che falsifica i timbri sanitari per il contrabbando di carne. Il susseguirsi di un duplice omicidio, legato al caso, sembra complicare l’inchiesta. Risolutiva per il mistero si rivela essere Rosalba, la stessa donna che anni prima fu all'origine della sua separazione con Luca. Questa imprevista circostanza sarà finalmente l’occasione per Valeria di riappacificarsi con il passato e far chiarezza nei propri sentimenti. 

## Un angelo per Valeria
In occasione del Natale, Valeria e la sorella decidono di dedicarsi agli ultimi acquisti. Le due si ritrovano però coinvolte, loro malgrado, in uno strano caso: la morte di un uomo ritrovato cadavere proprio davanti ai grandi magazzini. La vittima prima di morire ha, tuttavia, lasciato cadere una microcassetta in una delle tante buste di Valeria. La dottoressa si ritrova così al centro dell’interesse di un’organizzazione criminale, pronta ad ucciderla. Decisivo per la sua salvezza è il colonnello Angelo Gentiloni che aiuta la donna nel corso di un agguato per poi sparire subito dopo.
Valeria, incuriosita dall'uomo, si metterà sulle sue tracce, scoprendo così che il vero colonnello è in realtà deceduto nel 1941 e che dietro la sua vera identità si cela la soluzione del mistero.